# Dario Fossi
Dario Fossi (* 21. Mai 1981 in Offenbach am Main) ist ein italienisch-deutscher Fußballtrainer und ehemaliger Spieler. Seit September 2024 trainiert er, wie bereits zuvor von 2020 bis 2023, zum zweiten Mal in seiner Karriere den VfB Oldenburg.

## Werdegang

### Als Spieler
Der gebürtige Offenbacher Dario Fossi begann mit dem Fußballspielen in seiner Heimatstadt in der Jugend der Kickers Offenbach. Nach einem halben Jahr in der Amateurmannschaft des Vereins gehörte der 1,92 Meter große Abwehrspieler ab dem Frühjahr 2001 dem Kader der ersten Mannschaft in der drittklassigen Regionalliga Süd an. In den folgenden Spielzeiten gewann er mit den Kickers insgesamt drei Mal den Hessenpokal. Nach 15 Jahren im Verein verließ er die Offenbacher zur Saison 2004/05 und schloss sich dem VfR Neumünster in der viertklassigen Oberliga Nord an, bei dem sein ehemaliger Offenbacher Trainer Ramon Berndroth tätig war.
Im Sommer 2005 wechselte Fossi zum Ligakonkurrenten SV Wilhelmshaven, mit dem er am Ende der folgenden Saison 2005/06 in die Regionalliga Nord aufstieg. Nachdem er zuvor Stammspieler war, kam der Innenverteidiger ab 2006 verletzungsbedingt nur noch vereinzelt zum Einsatz und spielte ab dem Frühjahr 2008 nur noch in der zweiten Mannschaft des Vereins in der fünftklassigen Niedersachsenliga. Im Sommer 2008 wechselte er daraufhin zum FC Oberneuland in der nun viertklassigen Regionalliga Nord, bei dem er Stammspieler wurde, ehe er sich in der Schlussphase der Saison verletzte. Sein auslaufender Vertrag wurde daraufhin im Sommer 2009 nicht verlängert. Nach halbjähriger Vereinslosigkeit kehrte Fossi zum SV Wilhelmshaven zurück, der ihn im Januar 2010 erneut unter Vertrag nahm. Mit dem Verein spielte der Verteidiger in den folgenden Jahren in der Regionalliga sowie nach dem Zwangsabstieg 2014 noch in der Landesliga, ehe er 2015 seine Spielerkarriere beendete.

### Als Trainer
Parallel zu seiner Spielertätigkeit beim SV Wilhelmshaven war Fossi ab 2012 als spielender Co-Trainer auch Teil des Trainerteams des Regionalligisten unter Christian Neidhart. Auch dessen Nachfolger als Cheftrainer Farat Toku behielt Fossi als Teil seines Teams. Im Sommer 2014 wurde Fossi nach dem Zwangsabstieg der Wilhelmshavener in die sechstklassige Landesliga ab der Saison 2014/15 neuer Cheftrainer des Vereins und war weiterhin auch als Spieler aktiv. Im November 2015 wurde er bei den Wilhelmshavenern freigestellt.
Anschließend schloss sich Fossi im Januar 2016 dem Regionalligisten BSV Rehden an, bei dem er Co-Trainer unter Fabian Gerber wurde.
Im Sommer 2016 verpflichtete ihn der Oberligist VfL Oldenburg als neuen Cheftrainer. Nach einem neunten Tabellenplatz in der Saison 2016/17 erreichte er in der anschließenden Spielzeit 2017/18 mit der Mannschaft überraschend als Tabellen-Zweiter den Aufstieg in die Regionalliga. Aus der Regionalliga stieg die Mannschaft nach einem Jahr wieder ab, konnte sich in der folgenden Saison 2019/20 in der Oberliga jedoch erneut unter den Top-Mannschaften platzieren und beendete die Saison als Dritter.
Im Anschluss wechselte Fossi im Sommer 2020 zum Stadtrivalen VfB Oldenburg in der Regionalliga Nord. Seine erste Saison dort wurde jedoch aufgrund der COVID-19-Pandemie bereits im November 2020 ausgesetzt; zu dem Zeitpunkt belegten die Oldenburger den vierten Tabellenplatz. In der folgenden Saison 2021/22 wurde Fossi mit seiner Mannschaft Meister der Regionalliga und stieg in die 3. Liga auf. Als bisheriger Inhaber der A-Lizenz absolviert er parallel dazu die Ausbildung zur UEFA-Pro-Lizenz. Anfang März 2023 trennte sich der Verein von ihm, als man nach dem 25. Spieltag der Saison 2022/23 mit 21 Punkten auf dem vorletzten Platz stand und 3 Punkte Rückstand auf einen Nicht-Abstiegsplatz hatte.
Rund eineinhalb Jahre später kehrte Fossi im September 2024 zum VfB Oldenburg zurück und übernahm die Mannschaft erneut als Cheftrainer, die mittlerweile wieder in der Regionalliga spielte.

### Erfolge
Als Trainer
- Aufstieg in die Dritte Liga: 2022 mit dem VfB Oldenburg
- Aufstieg in die Regionalliga: 2018 mit dem VfL Oldenburg

Als Spieler
- Aufstieg in die Regionalliga: 2006 mit dem SV Wilhelmshaven
- Hessenpokal: 2002, 2003 und 2004 mit den Kickers Offenbach
- Niedersachsenpokal: 2007 und 2010 mit dem SV Wilhelmshaven
- Bremer Pokal: 2009 mit dem FC Oberneuland

## Privat
Parallel zu seiner Spielerkarriere absolvierte Fossi zunächst eine Ausbildung zum Bürokaufmann. Später studierte er Sozialpädagogik und arbeitete als Sozialpädagoge an einer Grundschule in Wilhelmshaven.